# (16149) 1999 XS215
A (16149) 1999 XS215 a Naprendszer kisbolygóövében található aszteroida. A LINEAR projekt keretében fedezték fel 1999. december 14-én.